# Mount Handsley
Mount Handsley är ett berg i Antarktis. Det ligger i Östantarktis. Nya Zeeland gör anspråk på området. Toppen på Mount Handsley är 1 999 meter över havet, eller 221 meter över den omgivande terrängen. Bredden vid basen är 2,1 km.
Terrängen runt Mount Handsley är kuperad söderut, men norrut är den bergig. Trakten är obefolkad. Det finns inga samhällen i närheten.